# Droga krajowa B105 (Niemcy)
Droga krajowa 105 (niem. Bundesstraße 105, B 105) – niemiecka droga krajowa przebiegająca z zachodu na wschód od skrzyżowania z drogą B104 w Selmsdorf na zachód od Lubeki do Greifswald, gdzie krzyżuje się z drogą B109 w Meklemburgii-Pomorzu Przednim.
W czasach istnienia NRD na całej długości stanowiła drogę tranzytową tego kraju.

## Odcinki międzynarodowe
Droga częściowo pokrywa się z trasą europejską E22. Do połowy lat 80. trasa miała wspólny przebieg z drogą międzynarodową E65.

### Obecne
| Trasa europejska | Przebieg                          |
| ---------------- | --------------------------------- |
| E22              | Rostock-Ost (A19) – B96 Stralsund |

### Historyczne
| Trasa europejska | Przebieg                                 |
| ---------------- | ---------------------------------------- |
| E65              | Selmsdorf – Wismar – Rostock – Stralsund |

## Miejscowości leżące przy B105
Selmsdorf, Dassow, Mallentin, Schmachthagen, Grevesmühlen, Gressow, Gägelow, Wismar, Kritzowburg, Rüggow, Steinhausen, Nantrow, Teschow, Neubuckow, Jörnstorf, Kröpelin, Reddelich, Bad Doberan, Admannshagen-Bargeshagen}, Rostock, Bentwisch, Mönchhagen, Rövershagen, Altheide, Borg, Ribnitz-Damgarten, Wiepkehagen, Divitz-Spoldershagen, Löbnitz, Redebas, Karnin, Kummerow, Martensdorf, Pantelitz, Stralsund.